# Rôle d'armes Bigot
Rôle d'armes Bigot (Armorial Bigot) é um dos mais antigos armoriais conhecidos.
Foi compilado em meados do século XIII por um autor anônimo, e seu original foi perdido, sobrevivendo em uma única cópia do século XVII, inclusa entre os fólios 32 e 39 do Manuscrito FR. 18648 preservado na biblioteca de M. Bigot, em Rouen, de onde vem o apelido da obra. Contém a descrição de brasões pertencentes a 259 cavaleiros que participaram da campanha militar de Carlos de Anjou no Hainaut em 1254. A cópia é provavelmente incompleta e corrompida, e a estrutura original do documento tem sido debatida inconclusivamente. O armorial é afamado entre os especialistas e é uma importante fonte para o conhecimento da heráldica medieval. Recebeu edições contemporâneas por Paul Adam-Even (1949) e Robert Nussard (1985), que incluem textos críticos.